# Arondismentul Pontarlier
Arondismentul Pontarlier (în franceză Arrondissement de Pontarlier) este un arondisment din departamentul Doubs, regiunea Franche-Comté, Franța.

## Subdiviziuni

### Cantoane
- Cantonul Levier
- Cantonul Montbenoît
- Cantonul Morteau
- Cantonul Mouthe
- Cantonul Pierrefontaine-les-Varans
- Cantonul Pontarlier
- Cantonul Le Russey
- Cantonul Vercel-Villedieu-le-Camp

### Comune
| 1. Les Alliés (25012)              | 2. Arc-sous-Cicon (25025)         | 3. Arc-sous-Montenot (25026)           | 4. Arçon (25024)                       |
| 5. Aubonne (25029)                 | 6. Bannans (25041)                | 7. Bians-les-Usiers (25060)            | 8. Bonnevaux (25075)                   |
| 9. Boujailles (25079)              | 10. Bouverans (25085)             | 11. Brey-et-Maison-du-Bois (25096)     | 12. Bugny (25099)                      |
| 13. Bulle (25100)                  | 14. Chaffois (25110)              | 15. Chapelle-d'Huin (25122)            | 16. Chapelle-des-Bois (25121)          |
| 17. La Chaux (25139)               | 18. Chaux-Neuve (25142)           | 19. Châtelblanc (25131)                | 20. La Cluse-et-Mijoux (25157)         |
| 21. Les Combes (25160)             | 22. Courvières (25176)            | 23. Le Crouzet (25179)                 | 24. Dommartin (25201)                  |
| 25. Dompierre-les-Tilleuls (25202) | 26. Doubs (25204)                 | 27. Les Fins (25240)                   | 28. Fourcatier-et-Maison-Neuve (25252) |
| 29. Les Fourgs (25254)             | 30. Frasne (25259)                | 31. Gellin (25263)                     | 32. Gilley (25271)                     |
| 33. Goux-les-Usiers (25282)        | 34. Grand'Combe-Châteleu (25285)  | 35. Granges-Narboz (25293)             | 36. Les Grangettes (25295)             |
| 37. Les Gras (25296)               | 38. Hauterive-la-Fresse (25303)   | 39. Houtaud (25309)                    | 40. Les Hôpitaux-Neufs (25307)         |
| 41. Les Hôpitaux-Vieux (25308)     | 42. Jougne (25318)                | 43. Labergement-Sainte-Marie (25320)   | 44. Levier (25334)                     |
| 45. La Longeville (25347)          | 46. Longevilles-Mont-d'Or (25348) | 47. Maisons-du-Bois-Lièvremont (25357) | 48. Malbuisson (25361)                 |
| 49. Malpas (25362)                 | 50. Montbenoît (25390)            | 51. Montflovin (25398)                 | 52. Montlebon (25403)                  |
| 53. Montperreux (25405)            | 54. Morteau (25411)               | 55. Mouthe (25413)                     | 56. Métabief (25380)                   |
| 57. Ouhans (25440)                 | 58. Oye-et-Pallet (25442)         | 59. Petite-Chaux (25451)               | 60. La Planée (25459)                  |
| 61. Pontarlier (25462)             | 62. Les Pontets (25464)           | 63. Reculfoz (25483)                   | 64. Remoray-Boujeons (25486)           |
| 65. Renédale (25487)               | 66. La Rivière-Drugeon (25493)    | 67. Rochejean (25494)                  | 68. Rondefontaine (25501)              |
| 69. Saint-Antoine (25514)          | 70. Saint-Gorgon-Main (25517)     | 71. Saint-Point-Lac (25525)            | 72. Sainte-Colombe (25515)             |
| 73. Sarrageois (25534)             | 74. Septfontaines (25541)         | 75. Sombacour (25549)                  | 76. Touillon-et-Loutelet (25565)       |
| 77. Vaux-et-Chantegrue (25592)     | 78. Verrières-de-Joux (25609)     | 79. Ville-du-Pont (25620)              | 80. Les Villedieu (25619)              |
| 81. Villeneuve-d'Amont (25621)     | 82. Villers-le-Lac (25321)        | 83. Villers-sous-Chalamont (25627)     | 84. Vuillecin (25634)                  |
| 85. Évillers (25229)               |                                   |                                        |                                        |